# ورده (سردشت)
ورده، (به کردی وەردێ)روستایی است از توابع بخش مرکزی شهرستان سردشت استان آذربایجان غربی ایران مردم کُردنشین و مذهب اهل سنت شافعی.

## جمعیت
این روستا در دهستان بریاجی قرار داشته و بر اساس سرشماری سال ۱۳۸۵ جمعیت آن ۵۸۷ نفر (۱۰۴ خانوار)
بوده‌است.